# Saint-Priest-en-Jarez
Saint-Priest-en-Jarez là một xã thuộc tỉnh Loire miền trung nước Pháp.